# Coni Zugna
Coni Zugna is een metrostation in de Italiaanse stad Milaan dat werd geopend op 12 oktober 2024.